# Zjeleznitsa (distrikt i Bulgarien, Blagoevgrad)
Zjeleznitsa (bulgariska: Железница) är ett distrikt i Bulgarien.   Det ligger i kommunen Obsjtina Simitli och regionen Blagoevgrad, i den västra delen av landet, 90 km söder om huvudstaden Sofia.
Omgivningarna runt Zjeleznitsa är en mosaik av jordbruksmark och naturlig växtlighet. Runt Zjeleznitsa är det ganska glesbefolkat, med 28 invånare per kvadratkilometer.